# 스토온더월드

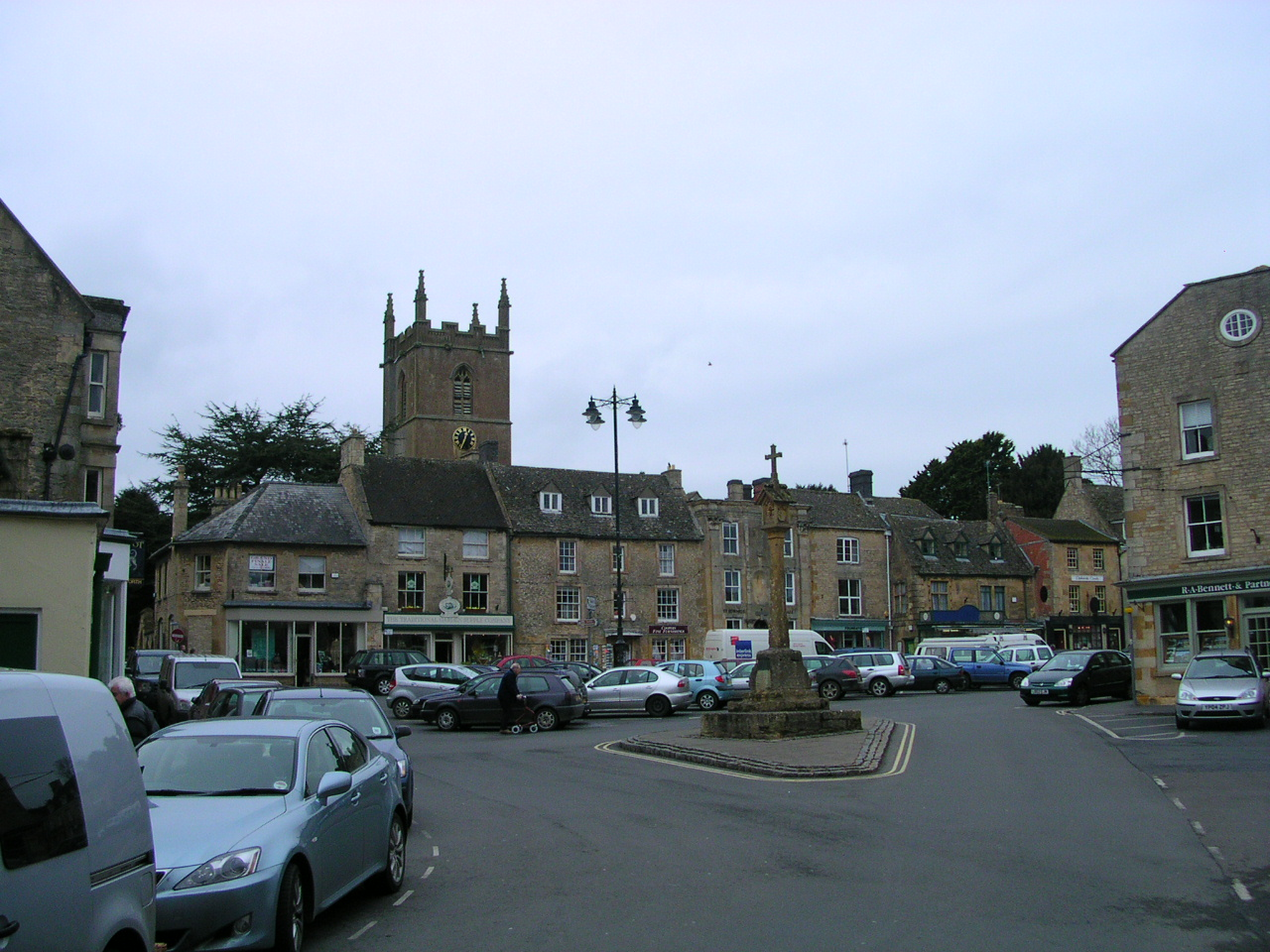
스토온더월드

스토온더월드(영어: Stow-on-the-Wold)는 잉글랜드 글로스터셔주에 위치한 도시로 인구는 2,042명(2011년 기준)이다.